# Влас
Вла́сій (також в українській іноді пишеться як Влас, Улас) — християнське чоловіче ім'я. Походить від римського когномена Blasius, «Блазій», утвореного, можливо, від лат. blaesus («шепелявий»). До української запозичене через церковнослов'янське посередництво від грец. Βλάσιος. Є канонічним як у православній, так і в католицькій традиції.
Малоймовірно тлумачення імені як питомо слов'янського: від староцерк.-слов. власъ («волос») або припущення давніх слов'янських форм як «Власарь», «Власата», «Власи», «Власииъ».
Зменшені форми — Власик, Уласик, Блажко (від Блажей).
У деяких країнах існують і жіночі форми імені: італ. Biagia, «Б'яджа», порт. Brásia, «Бразія», пол. Blażena, «Блажена», чеськ. Blažena, «Блажена», грец. Βλασία, «Власія».

## Іменини
- За православним календарем (новий стиль) — 16 лютого (Власій (Вукол) Кесарійський (Капподакійський)), 13 квітня (Власій Амморійський), 24 лютого (священомученик Власій Севастійський)[3].
- За католицьким календарем — 3 лютого (священомученик Власій Севастійський), 29 листопада (Власій, мученик Верульський (Верольський))[4].

## Відомі носії
- Святий Власій (II—III ст.) — єпископ Севастійський. У православній традиції вважається оборонцем свійської худоби (у східних слов'ян його образ частково змішався з образом язичницького Велеса), у католицькій — оборонцем сукнярів і чесальників вовни, покровителем Далмації та Дубровника.
- Влас Мизинець (справжнє ім'я Матчук Василь Володимирович; 1908—1943) — український поет і публіцист, активний діяч революційного підпілля на Західній Україні.
- Улас Самчук (1905—1987) — український письменник, журналіст і публіцист.
- Влас Якович Чубар (1891—1939) — радянський державний і партійний діяч.
- Блез Паскаль (1623—1662) — французький філософ і математик
- Блез Сандрар (1887—1961) — швейцарський та французький письменник
- Блез Компаоре (нар. 1951) — державний та військовий діяч Буркіна-Фасо
- Блез Матюїді (нар. 1987) — французький футболіст
- Блас Рока (справжнє ім'я Франсіско Вільфредо Кальдеріо; 1908—1987) — кубинський партійний діяч

### Літературні персонажі
- Влас — герой однойменної поезії (1855) М. О. Некрасова, покаяний грішник-поміщик. Поезію неодноразово цитував Ф. М. Достоєвський у «Щоденнику письменника».
- Влас — герой вірша В. В. Маяковського «История Власа, лентяя и лоботряса».

## Прізвища
- Власенко
- Власюк
- Власов
- Власін